# Hospital de San Lázaro (Soria)
El hospital de San Lázaro se encontraba a las afueras de la ciudad de Soria (España).

## Historia
Pasando el Puente de Piedra y dejando a la derecha San Polo para tomar el camino de la Venta de Valcorba, en la actual calle de San Lázaro, existió una pequeña iglesia románica, con la advocación de San Lázaro, cuyas ruinas pueden aún verse, alteradas por la línea férrea. Según Nicolás Rabal, por su situación y nombre, fue hospital de lazaristas, encargados del cuidado de los leprosos. Fundado en el siglo X según algunos autores, fue posteriormente abandonado y los Doce Linajes fundaron en sus dependencias una casa de niños expósitos (trasladada desde el Hospital de Sancti-Spíritus que fue entregado al convento de agustinos que se hallaba contiguo).
Los Doce linajes dirigían y administraban el hospital así como los bienes y rentas que iba acumulando para el sustento de los niños. Poseía como bienes propios las iglesias de San Adrián y San Bartolomé, los lugares de la Cruceja y la Tablada, haciendas y heredades, molinos, ventas... En el siglo XVI, el cura de Santiago, Don Diego de Tordesillas, fundó la casa de la Doctrina, edificio que se situaba en la calle del mismo nombre, donde se criaba a los niños y se les enseñaba hasta que podían valerse por sí mismos. Los mismos linajes constribuyeron con el Patio de Comedias situado en la casa palacio de su Diputación, cuyo producto se dedicaba al sustento de los expósitos.
Cuando el hospital fue abandonado hacia 1850, la iglesia fue desmantelada trasladando su arte mueble al Convento de la Merced convertido en el nuevo Hospicio, quedando únicamente la imagen del santo que era visitada el día de su festividad. Nicolás Rabal, la describió en 1889 ya en ruinas aunque aún quedaba toda su estructura. Con la construcción de la línea férrea fue parcialmente alterada conservándose en la actualidad únicamente parte de su cierre septentrional realizado en mampostería.

## Descripción
Nicolás Rabal describe la iglesia de San Lázaro a finales del siglo XIX como una "construcción en forma de basílica pequeña y sencilla, con su ábside y su nave, sin bóveda, el monumento era de los del siglo XIII, y por lo que revelan su nombre y situación, había sido en su origen hospital de Lazaristas...". Por lo tanto se deduce que era una iglesia perteneciente al románico rural formada por una nave y ábside semicircular con cubierta de madera.